# Экстремальные переговоры

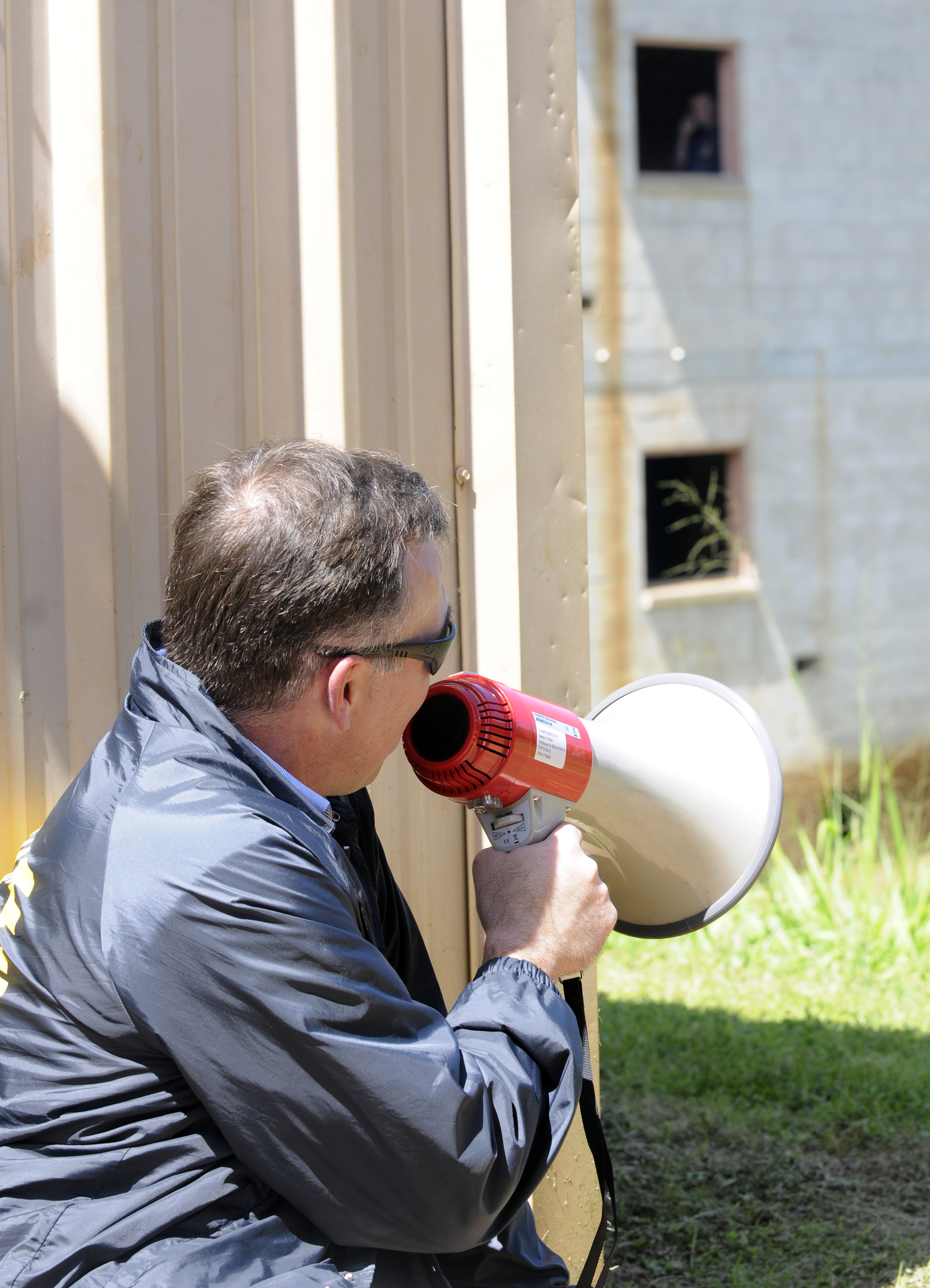
Специальный агент ведёт переговоры во время учений по освобождению заложников

Экстремальные переговоры (переговоры в экстремальных ситуациях, кризисные переговоры) — переговоры с другим человеком, система ценностей которого радикально отличается от вашей позиции или даже противоположна ей.
К экстремальным переговорам относятся любые переговоры в ситуациях, когда ставки очень высоки. Наиболее типичным примером являются переговоры с преступниками, чаще всего это переговоры в ситуации захвата заложников.

## Классификация экстремальных переговоров
Существует множество вариантов классификаций экстремальных переговоров по различным основаниям. Ниже приведены некоторые из них.
По мотивам действий преступников:
- политические
- националистические,
- корыстные
- незаконная эмиграция
- уклонение от задержания
- освобождение из под стражи
- месть,
- иные преступные намерения

По числу сторон:
- двухсторонние
- многосторонние (когда каждая сторона имеет собственные интересы в переговорах)

По степени сложности:
- простые, (когда обсуждается один предмет переговоров)
- сложные, когда обсуждается ряд вопросов, в их последовательности и преемственность (многоходовые)